# Nicolás Techera
Nicolás Techera, vollständiger Name Nicolás Gabriel Techera Pereira, (* 26. August 1993 in Montevideo) ist ein uruguayischer Fußballspieler.

## Karriere
Der 1,80 Meter große Defensivakteur Techera steht mindestens seit der Saison 2014/15 im Kader des Erstligisten Club Atlético Cerro. Dort debütierte er beim 2:0-Heimsieg am 11. Oktober 2014 in der Partie gegen den Danubio FC mit einem Startelfeinsatz in der Primera División. In der Saison 2014/15 wurde er insgesamt achtmal, während der Spielzeit 2015/16 elfmal in der höchsten uruguayischen Spielklasse eingesetzt. Ein Tor schoss er dabei ebenso wenig wie beim einzigen Ligaeinsatz in der Saison 2016. In der laufenden Saison 2017 absolvierte er bislang (Stand: 9. Februar 2017) ein Erstligaspiel (kein Tor).